# Fürstentum Wladimir-Susdal

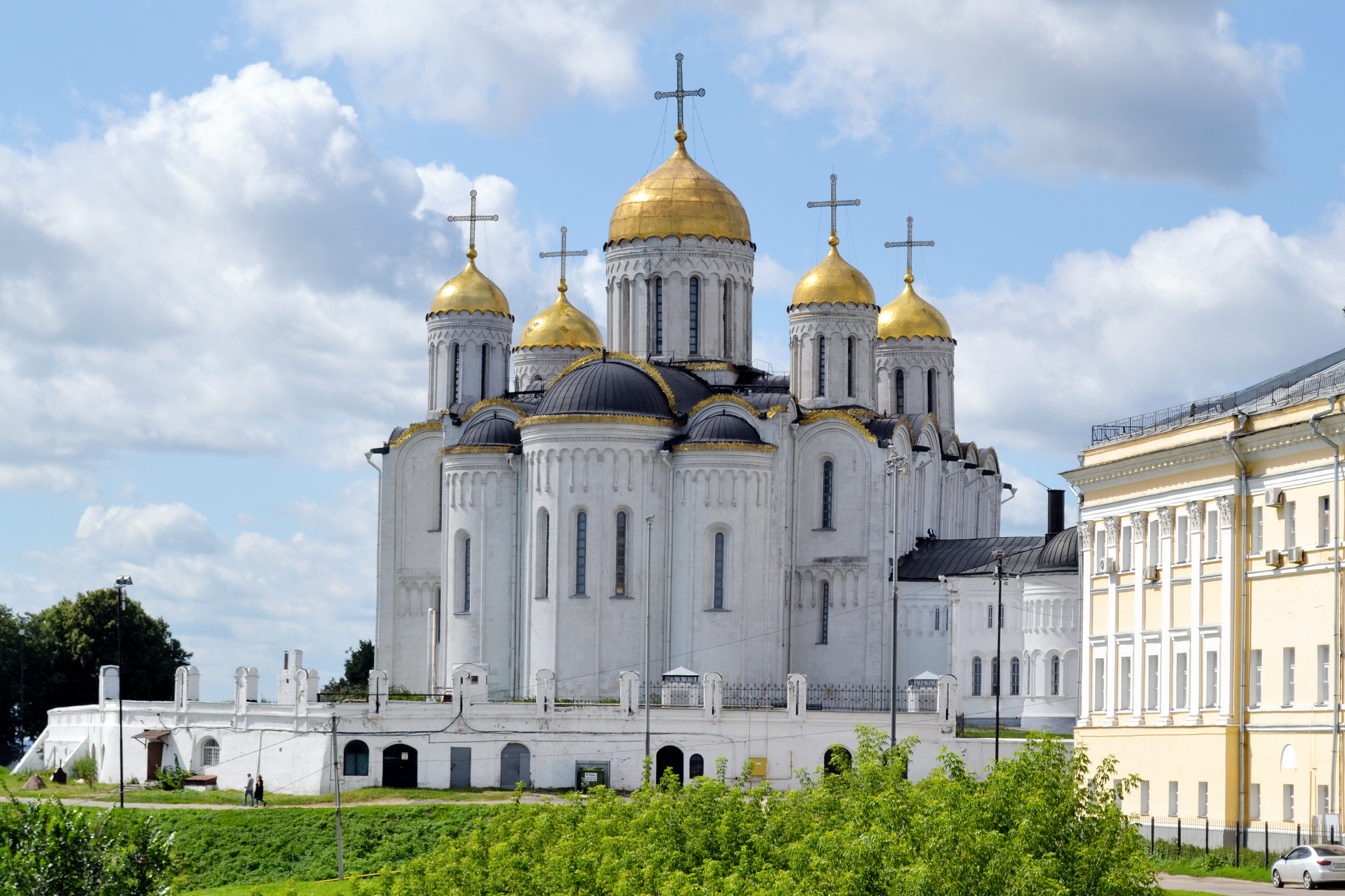
Uspenski-Kathedrale (1158–1160)

Das Fürstentum Wladimir-Susdal (russisch Владимиро-Суздальское княжество), Großfürstentum Wladimir (russisch Великое княжество Владимирское) oder Wladimirer Rus (russisch Владимирская Русь) war ein großes Fürstentum unter den Folgestaaten der Kiewer Rus und der mächtigste ostslawische Staat zwischen der zweiten Hälfte des 12. und dem 14. Jahrhundert. Traditionell wird Wladimir-Susdal als die Wiege der großrussischen Sprache und Kultur betrachtet. Mit der Zeit ging Wladimir-Susdal politisch in das Großfürstentum Moskau über.

## Fürstentum Rostow
Um 988 wurde das Fürstentum Rostow gebildet. Rostow gehörte zu den ältesten und wichtigen Burgen der Kiewer Rus. Erster Fürst wurde Jaroslaw der Weise.
Das Gebiet erstreckte sich in etwa zwischen den Flüssen Wolga, Oka und Nördliche Dwina. Zu den wichtigsten Burgen gehörten Susdal, Beloosero und Jaroslawl. Von den südlichen Steppen wurde es durch einen breiten Waldstreifen geteilt. Es lag abseits der Zentren Kiew und Nowgorod.
1015 verlor es seine Selbstständigkeit nach der Ermordung von Fürst Boris.
1113 wurde Juri Dolgoruki neuer Fürst von Rostow.

## Fürstentum Susdal
1125 verlegte er die Hauptstadt nach Susdal.
Fünfzehn Jahre später gründete er die Stadt Wladimir am Fluss Kljasma, 31 km südlich von Susdal.

## Fürstentum Wladimir
1157 machte dessen Sohn Andrei Bogoljubski die Stadt Wladimir zur neuen Hauptstadt. Allerdings wollten die Bojaren von Rostow und Susdal ihre Macht nicht abgeben und es folgte ein kurzer Bürgerkrieg.
Unter Fürst Juri Dolgoruki folgte ein wirtschaftlicher und kultureller Aufschwung des Fürstentums. Er verwandelte die geerbte, dünnbesiedelte, mit Wald bewachsene Gegend zu einem blühenden Territorium mit vielen Städten. Möglich machte dies auch eine Immigrationsbewegung von den südlichen Teilen der Rus. So begann in der Mitte des 12. Jahrhunderts die Bevölkerung der südlichen Rus-Gebiete um Kiew, die systematisch von turkstämmigen Nomaden angegriffen wurde, zunehmend nach Nordosten zu migrieren. In früher dünn besiedelten Waldgebieten, bekannt als Salessje (russisch Залесье, Land hinter den Wäldern) wuchsen zahlreiche Städte, darunter Pereslawl-Salesski, Kostroma, Dmitrow, Moskau, Jurjew-Polski, Uglitsch und Twer. Ihre Gründungen werden Juri Dolgoruki zugerechnet, dessen Spitzname Dolgoruki (‚Langarm’) sich auf seine Fähigkeiten bezog, die Politik im entfernten Kiew nachhaltig zu beeinflussen.

Großfürstentum Wladimir-Susdal (rosa) vor dem Mongolensturm 1237

Unter Fürst Andrei Bogoljubski erreichte Wladimir-Susdal den Zenit seiner Macht. Andrei war ein außerordentlich fähiger Herrscher, der für alte Machtzentren wie Kiew nicht viel übrig hatte. Nachdem er Kiew 1169 eingenommen und niedergebrannt hatte, weigerte er sich, als Inhaber der Großfürstenwürde dorthin überzusiedeln. Er löste den Großfürstentitel erstmals vom Standort Kiew und installierte dort auf dem Thron seinen jüngeren Bruder. Damit löste Wladimir Kiew endgültig als führendes Zentrum der Rus ab. In Wladimir ließ Andrei Bogoljubski zahlreiche monumentale Bauwerke aus weißem Stein errichten, darunter Kathedralen, Klöster und Befestigungsanlagen. Allerdings fiel er einer Verschwörung von Bojaren zum Opfer, die ihn in seiner Vorstadtresidenz Bogoljubowo ermordeten.
Nach einem kurzen Interregnum sicherte sich Andreis Bruder, Wsewolod III., genannt Großes Nest, den Thron. Er setzte die Politik seines Bruders weitgehend fort und unterwarf Kiew ein weiteres Mal im Jahr 1203. Wsewolods größte Konkurrenten wurden das südlicher gelegene Fürstentum Rjasan und Wolgabulgarien, das im Osten angrenzte. Nach mehreren Feldzügen wurde Rjasan niedergebrannt und die Wolgabulgaren zu Tributzahlungen gezwungen.

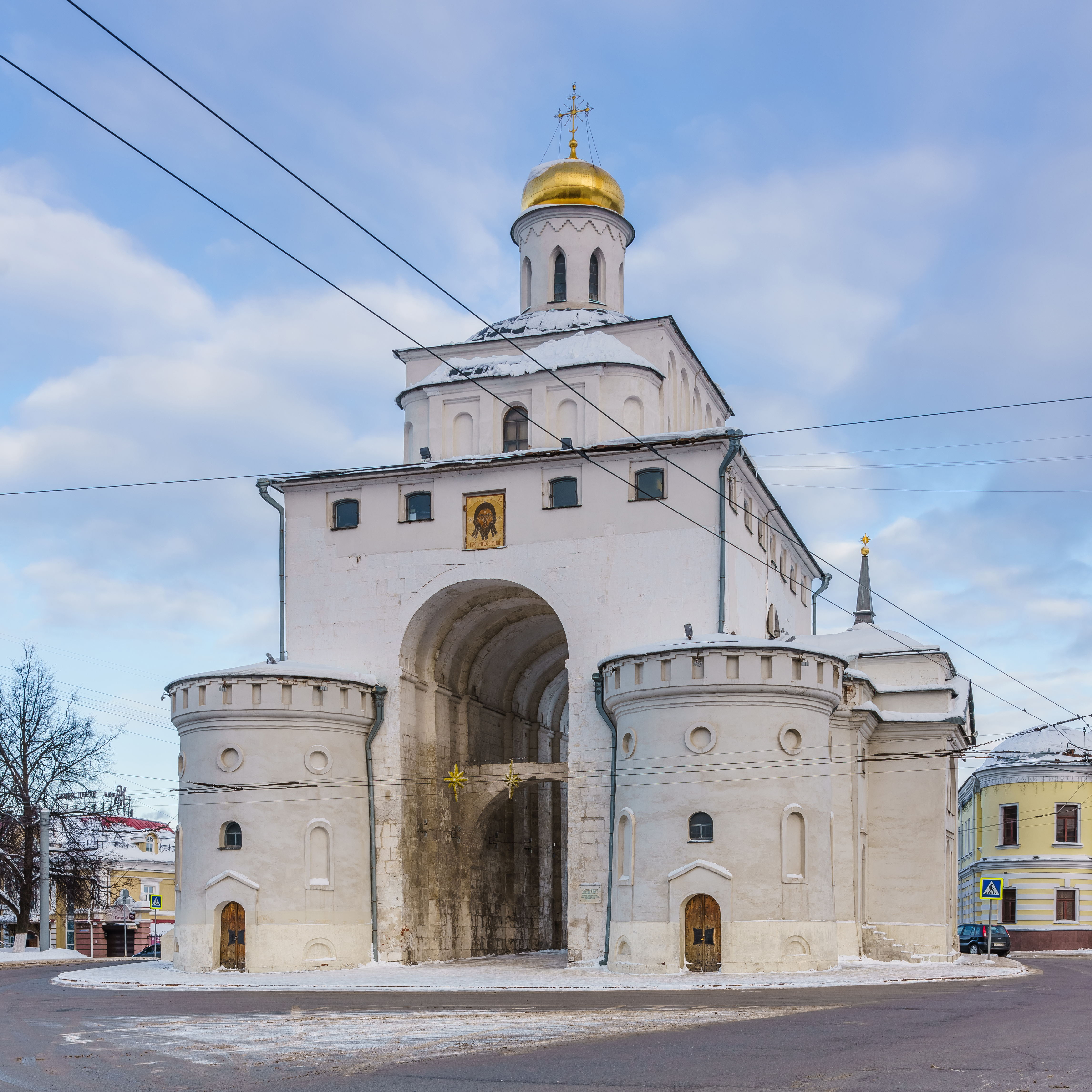
Das Goldene Tor von Wladimir (1158–1164)

Wsewolods Tod im Jahr 1212 zog einen schwerwiegenden dynastischen Konflikt nach sich. Kurz vor seinem Tod 1211 hatte Wsewolod in seinem Testament verfügt, dass Wladimir-Susdal in Lehensfürstentümer zu teilen sei. Er gab die Hauptstadt Wladimir an seinen ältesten Sohn Konstantin, Rostow an den zweiten Sohn Juri, Pereslawl an seinen dritten Sohn Jaroslaw.
Konstantin, der sich die Unterstützung der Bojaren von Rostow sicherte, und Mstislaw von Kiew vertrieben seinen als rechtmäßigen Thronfolger geltenden Bruder Juri, der erst sechs Jahre später – nach Konstantins Tod – in die Hauptstadt zurückkehrte. Er erwies sich als starker Herrscher, der Wolga-Bulgarien entscheidend besiegte. Auch gewann er Einfluss in der Republik Nowgorod, als er dort seinen Bruder Jaroslaw, den Vater von Alexander Newski auf den Thron brachte. Allerdings endete seine Herrschaft in einer Katastrophe, als die Mongolen unter Batu Khan Wladimir im Jahr 1238 eroberten und verwüsteten. Das gleiche Schicksal ereilte die meisten anderen großen Städte im Fürstentum Wladimir-Susdal.

## Mongolische Herrschaft

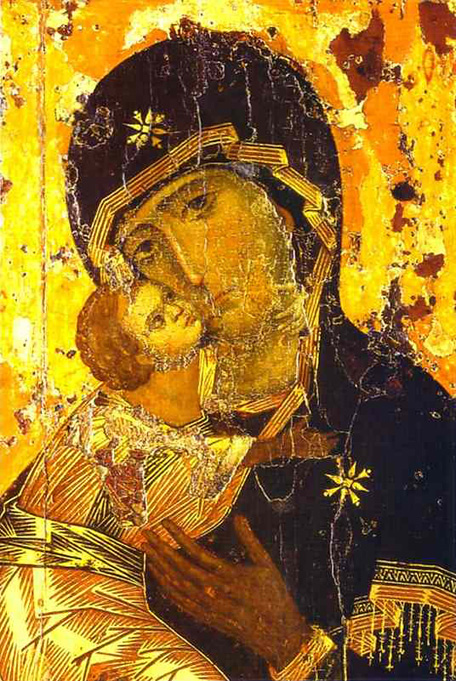
Die Gottesmutter von Wladimir ist ein berühmtes Beispiel der Wladimirer Ikonenmalerei-Schule

Weder Wladimir noch eine der anderen älteren Städte konnten sich in der Folgezeit von den mongolischen Zerstörungen erholen. Das Fürstentum fiel schnell in kleine Splitterstaaten auseinander: Moskau, Twer, Pereslawl, Rostow, Jaroslawl, Uglitsch, Beloosero, Kostroma, Nischni Nowgorod, Starodub und Jurjew-Polski. Zwar akzeptierten sie alle nominell die Lehnsherrschaft des Großfürsten von Wladimir, dieser wurde jedoch vom Großkhan persönlich ernannt. Selbst der beliebte Alexander Newski von Pereslawl war ein Vasall des Batu Khan, der ihn auf den Großfürstenthron von Wladimir setzte.
Am Ende des 13. Jahrhunderts kristallisierten sich drei Teilfürstentümer von Wladimir-Susdal heraus, die den Großfürstentitel für sich beanspruchten: Moskau, Twer und Nischni Nowgorod. Ihre Herrscher bemühten sich nicht einmal, nach Wladimir überzusiedeln, wenn sie den Titel erhielten. Im Jahr 1321 gelang es dem Moskauer Fürsten Iwan Kalita, den Metropoliten der Orthodoxen Kirche zu überzeugen, dessen Sitz aus Wladimir nach Moskau zu verlegen. Mit diesem Ereignis schaffte es das Großfürstentum Moskau, sich politisch und psychologisch als das neue Zentrum der Rus zu etablieren. Moskau übernahm zugleich viele kulturelle Traditionen von Wladimir-Susdal, beispielsweise in der Architektur und in der Ikonenmalerei. Unter Dmitri Donskoi wurde der Titel des Großfürsten von Wladimir zu einem Erbtitel der Moskauer Herrscher. Dadurch wurden die beiden Entitäten identisch. Noch bis ins 17. Jahrhundert hinein führten die Moskauer Großfürsten und Zaren in ihrem erweiterten Titel Wladimir vor Moskau.